# Ceropegia juncea
Ceropegia juncea ist eine Pflanzenart aus der Unterfamilie der Seidenpflanzengewächse (Asclepiadoideae).

## Merkmale

### Vegetative Merkmale
Ceropegia juncea ist eine ausdauernde, sukkulente, kletternde oder windende Pflanze mit verdickten oder faserigen Wurzeln. Die grünen, oft rot überlaufenen, fein längsgestreiften Triebe werden bis zu 6 m lang, bei einem Durchmesser von 3 bis 4 mm. Die hinfälligen, leicht sukkulenten Blätter sind sitzend oder kurz gestielt, wobei die Blattstiele bis max. 1 cm lang werden. Die Blattspreiten sind elliptisch und spitz auslaufend bis lanzettlich. Sie sind 4 bis 10 mm lang und 1 bis 2 mm breit. Die jährlich gebildeten, krautigen Triebe sterben am Ende der Vegetationsphase nach dem Aufplatzen der spindeligen Früchte bis auf die Wurzeln völlig ab.

### Blütenstand und Blüten
Der kurz gestielte Blütenstand ist wenig- bis vielblütig. Die Blütenstiele sind 4 bis 6 mm lang, die Kelchblätter etwa 4 mm. Die Blütenkrone hat eine Länge von 4 bis 5,5 cm, ist weißlich grün und rotbraun gefleckt oder auch insgesamt braun purpurfarben. Der kugelige bis eiförmige Kronröhrenkessel hat einen Durchmesser von etwa 5 mm und geht kontinuierlich in die Kronröhre über. Sie hat an der Basis (über dem Kronröhrenkessel) zunächst einen Durchmesser von 3 mm und erweitert sich zum oberen Ende hin trichterförmig, bei einem Durchmesser bis 14 mm. Im Innern der Röhre befinden sich an der Basis Pflanzenhaare. Die auf der Innenseite behaarten Kronblattzipfel sind dreieckig geformt mit einem mittigen Kiel, die Spitzen sind etwas ausgezogen und schmal linealisch. Die beiden Hälften sind entlang der Mittelachse komplett nach außen umgeschlagen. Die Spitzen vereinigen sich über der Öffnung der Kronröhre und bilden von der Seite gesehen eine dreieckige, käfigartige Struktur. Die untere Hälfte der Kronblattzipfel sind weißlich, die obere Hälfte grünlich oder purpurn gefärbt. Die becherförmige Nebenkrone ist ungestielt. Die interstaminalen Nebenkronzipfel sind im Umriss länglich-eiförmig und zum Ende zugespitzt. Sie sind konkav-taschenförmig, aufsteigend und am oberen Ende eingeschnitten. Sie sind 1,5 mm lang und schwach bewimpert. Die staminalen Nebenkronzipfel stehen aufrecht, sind etwa 4 mm lang und sind linealisch-zylindrisch geformt. Die Spitzen sind nach innen oder nach außen gebogen. Auf der Außenseite sind sie an der Basis mehr oder weniger stark behaart. Die Pollinien sind eiförmig.

## Geographische Verbreitung und Ökologie
Die Art kommt in Indien und Sri Lanka vor. Die Blüten werden von kleinen Fliegen bestäubt, die nur etwa 3 mm groß sind.

## Systematik und Taxonomie
Die Art wurde 1795 von William Roxburgh in seinem Werk „Plants of the Coast of Coromandel“ erstmals wissenschaftlich beschrieben. Die Pflanzen stammten von einer nicht weiter spezifizierten Lokalität an der Koromandelküste. Matthew (2004) präzisiert die Lokalität auf die Northern Circars im heutigen indischen Bundesstaat Andhra Pradesh. J. F. Hooker nennt als Areal Mumbai (früher Bombay, im Bundesstaat Maharashtra) und die Circars (Bundesstaaten Andhra Pradesh und Orissa) bis Thanjavur (früher Tanjore, Bundesstaat Tamil Nadu) und Mysore (Bundesstaat Karnataka).